# James Clarke (Politiker)

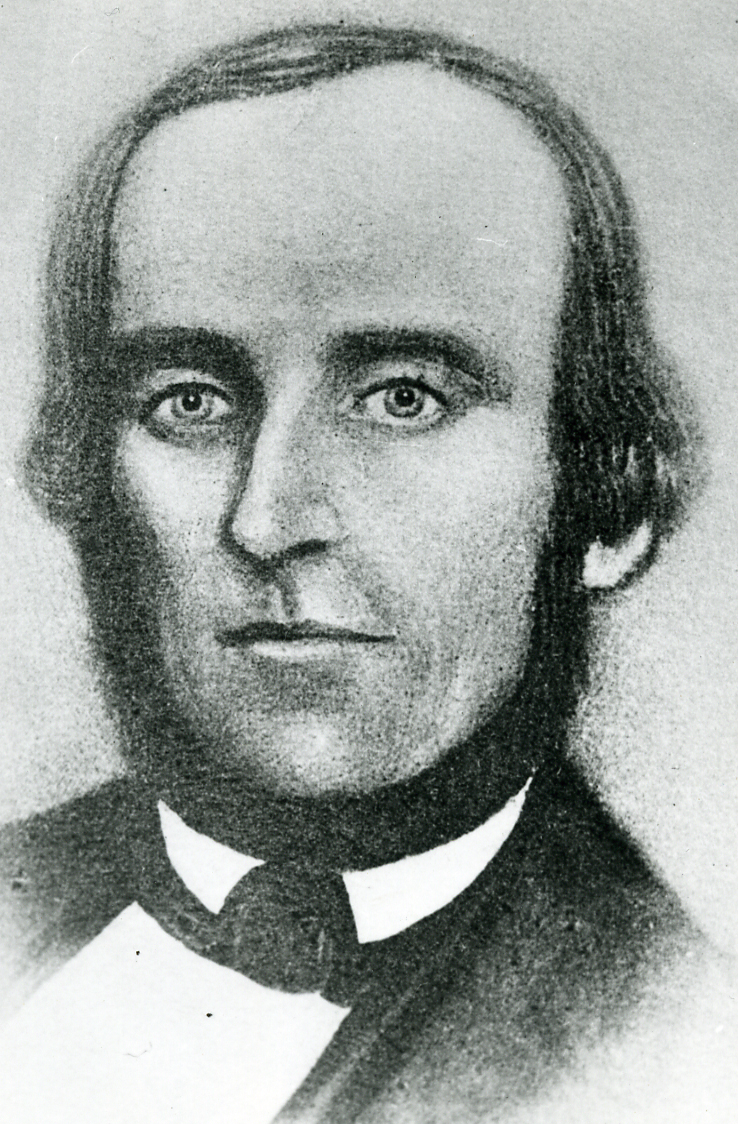
James Clarke

James Clarke (* 5. Juli 1812 in Greensburg, Westmoreland County, Pennsylvania; † 28. Juli 1850 in Burlington, Iowa) war ein US-amerikanischer Politiker. Er war zwischen 1845 und 1846 letzter Gouverneur des Iowa-Territoriums.

## Werdegang
Über Clarkes Jugend und Schulausbildung ist wenig bekannt. Zwischen 1839 und 1841 diente er als Staatssekretär (Secretary) im Iowa-Territorium. Damit war er der Vertreter des Territorialgouverneurs Robert Lucas. Zwischen 1844 und 1845 war er Bürgermeister der Stadt Burlington. Überdies war er Delegierter auf der 1844 stattfindenden verfassungsgebenden Versammlung von Iowa.
Danach wurde er im Jahr 1845 als Nachfolger von John Chambers zum letzten Gouverneur des Territoriums ernannt. Zu dieser Zeit war dessen Beitritt als Bundesstaat zu den Vereinigten Staaten schon so gut wie beschlossen. In seiner kurzen Amtszeit bis 1846 wurde dann der Übergang des Territoriums zu einem Bundesstaat vollzogen. Im Jahr 1846 übergab er sein Amt an den neugewählten ersten Gouverneur des neuen Bundesstaates, Ansel Briggs. James Clarke starb im Juli 1850 an der Cholera. Er war mit einer Tochter des US-Senators Henry Dodge aus Wisconsin verheiratet.
Nach ihm ist das Clarke County in Iowa benannt.